# Хроники Акаши

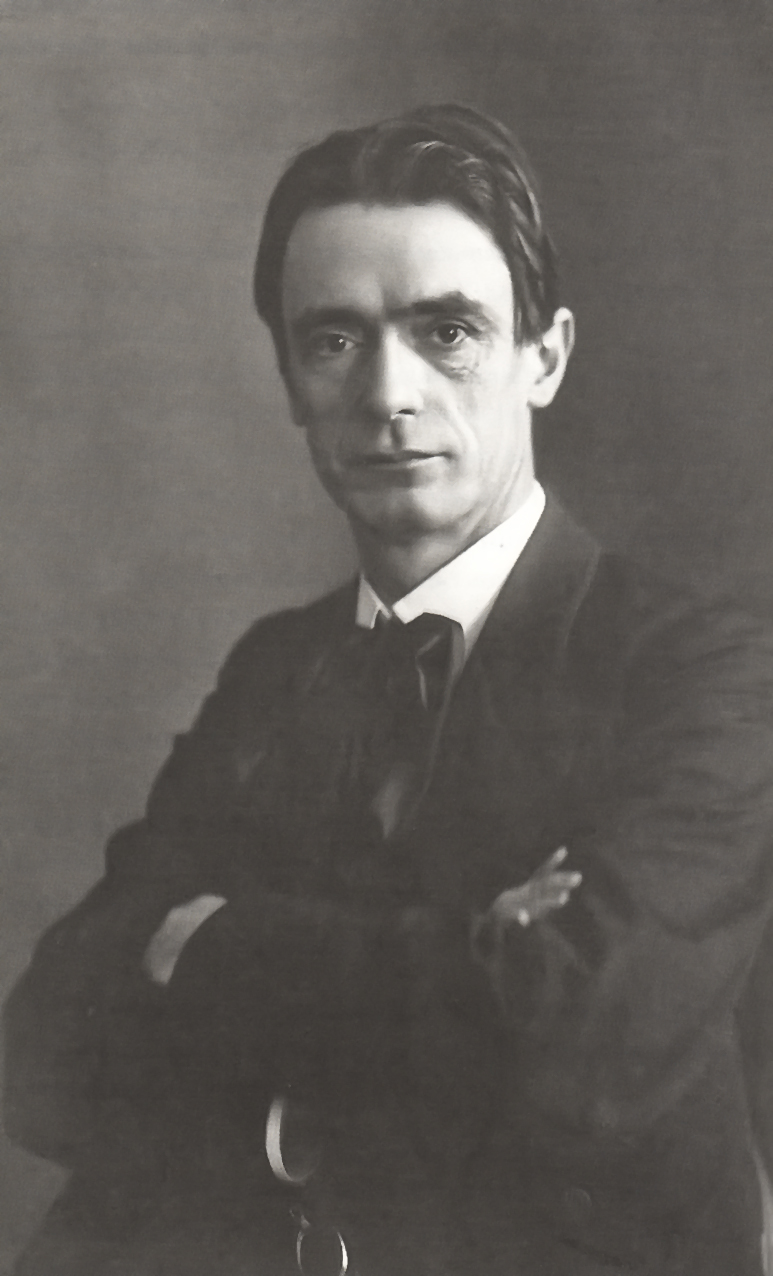
Рудольф Штайнер — один из популяризаторов понятия «Хроник Акаши»

Хро́ники Ака́ши (англ. Akashic Records), или акаши́ческие записи, —  теософский и антропософский термин, обозначающий предполагаемый «вселенский банк данных», где в нефизическом измерении якобы фиксируются все события, мысли и эмоции прошлого, настоящего и будущего. С научной точки зрения концепция относится к области псевдонауки и оккультизма: воспроизводимых эмпирических доказательств её существования не получено — данные ограничиваются личными свидетельствами и описаниями в эзотерической литературе.

## Этимология и происхождение термина
Ака́ша (санскр. ākāśa — «небо», «эфир») в индуизме обозначает первоэлемент, из которого разворачиваются четыре прочих стихии. В «Пуранах» акаша соотносится прежде всего со звуком.
В западный обиход слово внесла Е. П. Блаватская; однако она говорила лишь о «неразрушимых скрижалях астрального света», не употребляя самого выражения «Akashic Records». Сам термин «Akashic Record(s)», по-видимому, впервые использовал английский теософ Альфред Синнетт в книге «Эзотерический буддизм» (1883). Позднее этот термин использовали Чарлз Ледбитер («Clairvoyance», 1899) и Анни Безант, окончательно закрепив понятие в теософском лексиконе.

### Расширение и популяризация
С 1904 года концепцию широко развивал Рудольф Штайнер в цикле статей «Aus der Akasha-Chronik» («Из хроники Акаши»), а затем — в лекциях «Космическая память» и «Пятая Евангелие». В XX веке идею использовали оккультисты и «чтители хроник» — от Чарлза Ледбитера до Эдгара Кейси. Претензии на доступ к записям остаются непроверяемыми.

## Основные представления
Согласно эзотерической доктрине, Хроники Акаши — «тонкоматериальное поле» (часто описываемое как «эфирная библиотека»), хранящее «отпечатки» всех феноменов вселенной. Доступ к ним должен открываться при развитии специальных психических способностей — астральной проекции, ясновидения и т. д..

## Критика научного сообщества
Современная психология и нейронауки объясняют «прочтение хроник» субъективным опытом, самовнушением и работой воображения. В обзорных энциклопедиях по псевдонауке хроники упоминаются как пример неподтверждённого оккультного утверждения.

## В искусстве и популярной культуре
В литературе и кино мотив «вселенской памяти» встречается у Станислава Лема («Солярис»), Андрея Тарковского и других.
В жанре нью-эйдж термин нередко заменяется выражением «акашическое поле» (англ. Akashic Field), популяризированным, в частности, философом Эрвином Ласло.